# Sporledera palustris x ditrichum pallidum
Sporledera palustris x ditrichum pallidum là một loài rêu trong họ Dicranaceae. Loài này được Breidl. ex Limpr. mô tả khoa học đầu tiên năm 1887.